# Notropis mekistocholas
Notropis mekistocholas és una espècie de peix cipriniforme de la família dels ciprínids.

## Morfologia
Els mascles poden assolir els 7,7 cm de longitud total.

## Distribució geogràfica
Es troba a Nord-amèrica: Carolina del Nord.